# Forth (rzeka)
Forth (ang. River Forth, gael. Uisge For lub Abhainn Dhubh) – rzeka w środkowej Szkocji (Wielka Brytania), uchodząca do zatoki Firth of Forth. Długość rzeki wynosi 63–90 km.
Rzeka powstaje na zachód od miejscowości Aberfoyle z połączenia strumieni Duchray Water i Avondhu, których źródła znajdują się na północnych i wschodnich stokach góry Ben Lomond, w zachodniej części Grampianów. Rzeka płynie w kierunku wschodnim, nizinną równiną, na znacznej długości tworzy meandry. Przepływa przez miasto Stirling, gdzie historycznie znajdowała się najbliższa ujścia przeprawa mostowa o dużym znaczeniu strategicznym (m.in. miejsce bitwy pod Bannockburn w 1314 roku). Tuż za miastem rozpoczyna się strefa oddziaływania pływów morskich, a rzeka stopniowo się rozszerza, tworząc estuarium, które przechodzi w zatokę Firth of Forth (część Morza Północnego). Granica między rzeką a zatoką znajduje się na wysokości miejscowości Kincardine.
Rzeka płynie przez terytorium hrabstwa Stirling. W dolnym odcinku wyznacza granicę między nim a Clackmannanshire, a dalej – między Clackmannanshire a Falkirk.
Głównymi dopływami są rzeki Teith i Allan Water.